# Telegrafia
La telegrafia (del grec tele, "lluny", i graphein, "escriure") és la transmissió a llarga distància de missatges escrits, sense el transport físic de les lletres que componen el missatge.
Els primers sistemes telegràfics eren els òptics, mitjançant senyals a distància, com els senyals de fum o els sistemes més sofisticats de semàfors de Chappe. Al segle xix apareix el telègraf elèctric, en què la transmissió es realitza mitjançant impulsos elèctrics a través d'un cable i, posteriorment, la "telegrafia sense fil", que utilitza la ràdio.
En sentit general, també s'inclouen dins el terme "telegrafia" les formes més modernes de transmissió d'informació, com el fax, el correu electrònic i les xarxes d'ordinadors en general.

## Telegrafia elèctrica

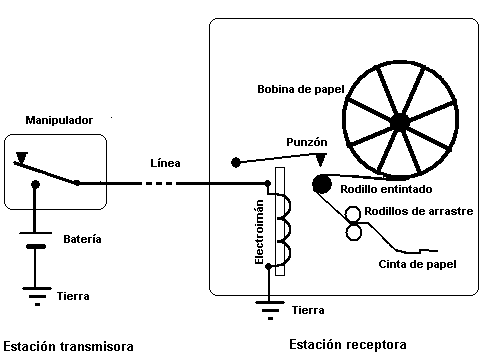
Esquema de la instal·lació d'un telègraf

Amb el desenvolupament de l'electricitat durant el segle xix, va arribar l'era del telègraf elèctric. El 1832, Samuel Morse es va inspirar en els treballs dels seus predecessors per inventar un sistema simple i robust. El 1838, Charles Wheatstone va construir el primer telègraf elèctric, que va funcionar entre Londres i Birmingham. El sistema es basa en el següent procés:
- Una línia elèctrica enllaça dos punts, en cada extrem una màquina idèntica envia i rep missatges codificats. La màquina està formada per un aparell emissor i un de receptor.
- L'emissor és un manipulador manual, un senzill interruptor que alimenta la línia, amb una bateria, durant un interval de temps més o menys breu.
- El receptor és un electroimant connectat directament a la línia, i que acciona un mecanisme encarregat de transcriure el codi, mitjançant la impressió d'unes marques en una banda de paper, que avança al ritme de les impulsions emeses per la línia.
- Quan un operador prem el manipulador del seu emissor, el receptor distant entra en acció deixant una marca sobre la banda de paper i emetent un soroll. La banda de paper permet guardar un registre del missatge i permet una eventual absència de l'operador en recepció.

El codi inventat per Morse és la transcripció, en una sèrie de punts i ratlles, de les lletres de l'alfabet i de la puntuació més habitual. El punt és una impulsió breu i la ratlla, una impulsió llarga. Aquest codi i aquesta màquina elèctrica permetien una transmissió molt ràpida i fiable dels missatges.

## Telegrafia sense fils (radiotelegrafia)

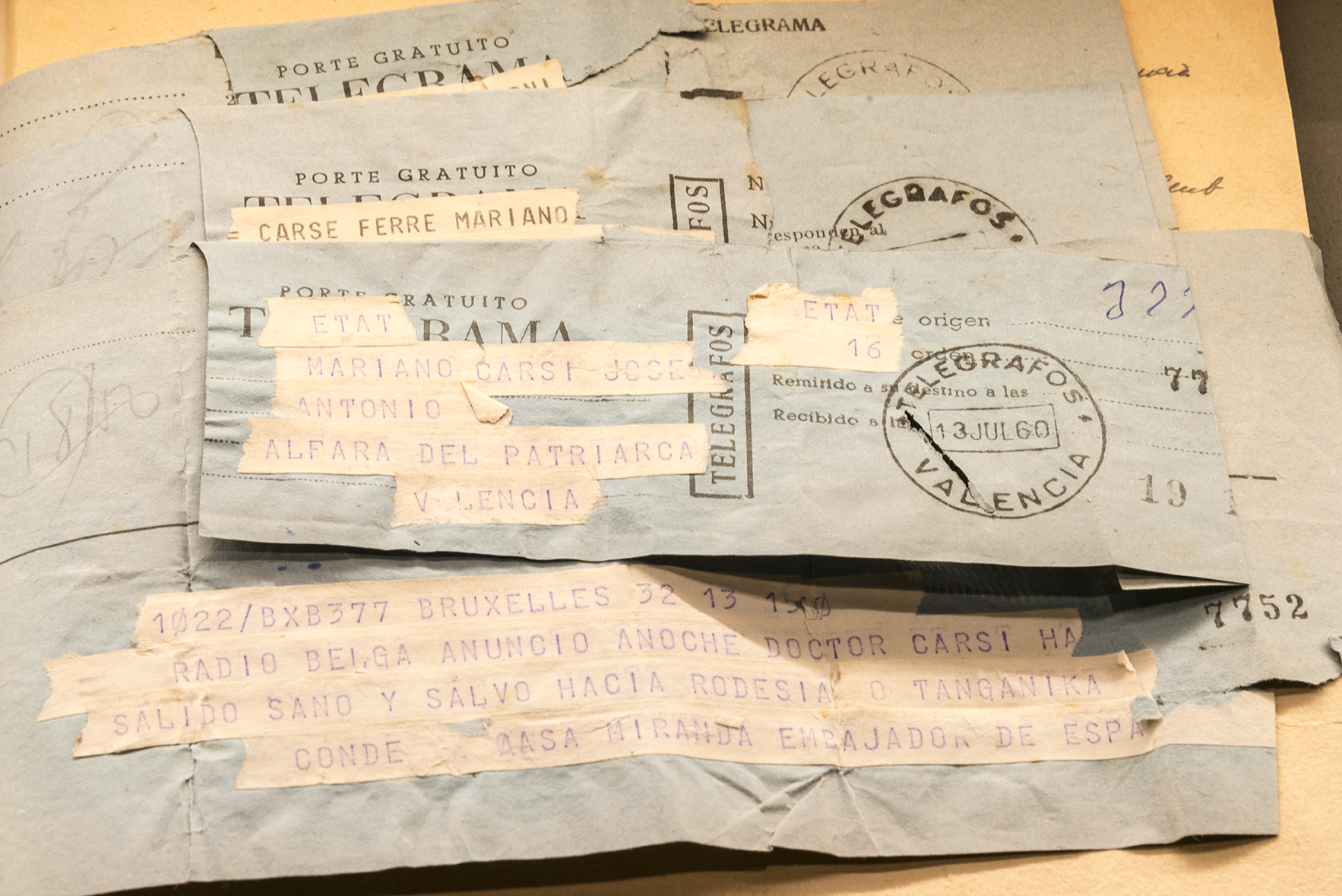
Telegrama de l'ambaixada espanyola a Brussel·les referent al doctor Mariano Carsí. Any 1960.

Des de les primeres experiències de transmissió per radioelectricitat, el principi del telègraf Morse va ser utilitzat per assegurar les transmissions de missatges per ràdio. El principi de codificació és el mateix, però ara els impulsos no es transmeten per un suport físic (el cable), sinó mitjançant ones de ràdio. En aquell moment, la transmissió de la informació s'acabava d'alliberar de pràcticament tots els obstacles, i no quedava més que perfeccionar el sistema per arribar als sistemes de transmissió més moderns del segle XX i el segle XXI.
El codi Morse, tot i que ha caigut en desús, actualment encara s'utilitza com a sistema de transmissió de socors en l'exèrcit i com a passatemps entre els radioaficionats. El seu mèrit és que és fàcilment decodificable "d'oïda" per un operador especialment format i un emissor-receptor poc sofisticat. La gran eficàcia de la transmissió de ràdio en Morse és la possibilitat de desxifrar un senyal "tot-o-res" amb una relació de senyal molt petita.

## Cronologia
- l'1 setembre de 1794: via la telegrafia aèria (Chappe), Lazare Carnot puja a la tribuna de la Convenció Nacional per tal de llegir: Condé-sur-Escaut és restituït a la República; la rendició ha tingut lloc aquest matí a les 6 hores.
- 1838: el primer telègraf elèctric va ser construït per Wheatstone, i va funcionar entre Londres i Birmingham.[1]
- 1844: la xarxa Chappe és composta de 534 estacions i prop de 5.000 km de línies. Vint-i-nou ciutats són connectades a París.
- 1845: la primera línia de telegrafia elèctrica a França (entre París i Rouen). Substitució de l'antiga línia de telegrafia aèria entre París i Lille el 1846.
- l'1 març de 1851: posada a disposició del públic del telègraf. Aquest no era abans més que un instrument de govern.
- 1851: el primer cable submarí entre França i Anglaterra.
- del 13 al 27 de juliol de 1858: el primer cable transatlàntic entre Irlanda i Terranova. El juliol de 1866, un segon cable estarà tirat i serà expolsat durant un centenar d'anys.
- l'1 de gener de 1863: França té 28.671 km de línies, que comprenen 88.238 km de fil i 1.022 despatxos. Hi ha 3.752 agents de tots els graus.
- a partir dels anys 1930, es desenvolupa la xarxa Tèlex, que suplanta a poc a poc el telègraf.
- fins als anys 1960, a França, els correus s'anomenaven «els PTT»: es deia: "Treballar per als PTT", "calendari dels PTT", etc. (PTT: Correus Telègrafs Telèfons).

## Primers aparells de telegrafia
- 1845: Foy i Bréguet Morse Hughes.
- 1854: pantelègraf de Caselli.
- 1861: Baudot.

## Implicacions socials
Les línies de telègraf òptic van ser instal·lades pels governs, sovint amb un propòsit militar, i reservades només per a ús oficial. En molts països, aquesta situació va continuar després de la introducció del telègraf elèctric. A partir d'Alemanya i el Regne Unit, les companyies ferroviàries van instal·lar línies elèctriques de telègraf. L'ús del ferrocarril va provocar ràpidament que les companyies privades de telègraf al Regne Unit i als Estats Units oferissin un servei de telègraf al públic utilitzant el telègraf al llarg de les línies ferroviàries. La disponibilitat d'aquesta nova forma de comunicació va provocar canvis socials i econòmics generalitzats.
El telègraf elèctric va alliberar la comunicació de les limitacions de temps del correu postal i va revolucionar l'economia i la societat globals. A finals del segle xix, el telègraf s'estava convertint en un mitjà de comunicació cada cop més comú per a la gent normal. El telègraf aïlla el missatge (informació) del moviment físic dels objectes o del procés.
Hi havia certa por a la nova tecnologia. Segons l'autor Allan J. Kimmel, algunes persones "temien que el telègraf erosionés la qualitat del discurs públic mitjançant la transmissió d'informació irrellevant i sense context". Henry David Thoreau va pensar en el cable transatlàntic "... potser la primera notícia que es filtrarà a l'ample orella nord-americana serà que la princesa Adelaide té la tos ferina". Kimmel diu que aquestes pors anticipen moltes de les característiques de l'era moderna d'Internet.
Inicialment, el telègraf era car, però va tenir un efecte enorme en tres indústries: finances, diaris i ferrocarrils. La telegrafia va facilitar el creixement de les organitzacions "en els ferrocarrils, els mercats financers i de productes bàsics consolidats i va reduir els costos d'informació dins i entre empreses". Als EUA, hi havia entre 200 i 300 borses abans del telègraf, però la majoria d'elles eren innecessàries i no rendibles una vegada que el telègraf va facilitar les transaccions financeres a distància i va reduir els costos de transacció.:274–275 Aquest immens creixement en els sectors empresarials va influir en la societat a adoptar l'ús dels telegrames un cop el cost havia baixat.
La telegrafia mundial va canviar la recopilació d'informació per als informes de notícies. Els periodistes estaven utilitzant el telègraf per informar sobre la guerra ja el 1846 quan va esclatar la Guerra de Mèxic-Estats Units. Es van formar agències de notícies, com l'Associated Press, amb el propòsit d'informar notícies per telègraf.:274–275 Els missatges i la informació llavors viatjarien arreu, i el telègraf exigia una llengua "despullada del local, del regional i col·loquial", per facilitar millor un llenguatge mediàtic mundial. El llenguatge dels mitjans va haver de ser estandarditzat, fet que va comportar la desaparició gradual de diferents formes de parla i estils de periodisme i narració.
L'expansió dels ferrocarrils va crear la necessitat d'una hora estàndard precisa per substituir els estàndards locals arbitraris basats en el migdia] local. El mitjà per aconseguir aquesta sincronització era el telègraf. Aquest èmfasi en el temps precís ha portat a grans canvis socials, com ara el concepte del valor temporal dels diners.:273–274
Durant l'era del telègraf hi va haver una ocupació generalitzada de dones a la telegrafia. L'escassetat d'homes per treballar com a operadors de telègraf a la Guerra Civil Americana va obrir l'oportunitat a les dones d'un treball qualificat ben remunerat.:274 Al Regne Unit, hi va haver una ocupació generalitzada de dones com a operadores de telègraf fins i tot abans, des de la dècada de 1850 per totes les grans empreses. L'atracció de les dones per a les companyies de telègraf era que les podien pagar menys que els homes. No obstant això, les feines eren populars entre les dones pel mateix motiu que als EUA; la majoria dels altres treballs disponibles per a les dones estaven molt mal pagats.:77:85
L'impacte econòmic del telègraf no va ser molt estudiat pels historiadors econòmics fins que es van començar a establir paral·lelismes amb l'auge d'Internet. De fet, el telègraf elèctric va ser tan important com la invenció de la impremta en aquest sentit. Segons l'economista Ronnie J. Phillips, la raó d'això pot ser que economistes institucionals van prestar més atenció als avenços que requerien una major inversió de capital. La inversió necessària per construir ferrocarrils, per exemple, és ordres de magnitud superior a la del telègraf.:269–270

### Tecnologia
- Armagnay, Henri «Phototelegraphy». Annual Report of the Board of Regents of the Smithsonian Institution, 1908, pàg. 197–207 [Consulta: 7 agost 2009].
- Dargan, J. "The Railway Telegraph", Australian Railway Historical Society Bulletin, March 1985 pp. 49–71
- Gray, Thomas «The Inventors Of The Telegraph And Telephone». Annual Report of the Board of Regents of the Smithsonian Institution, 1892, pàg. 639–659 [Consulta: 7 agost 2009].
- Pichler, Franz, Magneto-Electric Dial Telegraphs: Contributions of Wheatstone, Stoehrer and Siemens, The AWA Review vol. 26, (2013).
- Ross, Nelson E. HOW TO WRITE TELEGRAMS PROPERLY Arxivat 31 January 2013[Date mismatch] a Wayback Machine. The Telegraph Office (1928)
- Wheen, Andrew;— DOT-DASH TO DOT.COM: How Modern Telecommunications Evolved from the Telegraph to the Internet (Springer, 2011) ISBN 978-1-4419-6759-6.
- Wilson, Geoffrey, The Old Telegraphs, Phillimore & Co Ltd 1976 ISBN 0-900592-79-6; a comprehensive history of the shutter, semaphore and other kinds of visual mechanical telegraphs.